# Glossari de Monza
El Glossari de Monza és un dels textos més antics que guarden traces de la formació del romanç llombard. Escrita probablement a les primeres dècades del segle X, conté una col·lecció de 65 entrades en les quals, al costat de l'entrada llatino-romànica, hi ha l'entrada grega. Es tracta d'un manual d'ús pràctic, probablement elaborat per una persona religiosa que va tenir l'oportunitat de viatjar per territoris de parla grega i demanar informació sobre els aliments (de mandegare, de bevere, coglari, scutela), sobre la roba (vestito, braca, osa), sobre la salut i el cos (fledemeri, de capo, lavro), sobre la celebració de la missa, etc.
Tot i que la presència de termes com marti i mercor (per indicar els dies de la setmana 'dimarts' i 'dimecres') expliquen la ubicació d'aquest text dins de les llengües romàniques, no és possible indicar en el glossari de Monza una de les primers documents de vulgar a la Península Itàlica; Molt sovint, però, les formes de la llengua romana rústica utilitzades al glossari s'acosten a les formes de les llengües locals del nord d'Itàlia, fins i tot si no és possible indicar la localització del text amb precisió.
Des del punt de vista lingüístic, en les traduccions del grec, és interessant constatar la semblança amb el neogrec però, sobretot, amb el grec de Calàbria i amb el "Griko salentino".